# DWDL.de
DWDL.de est un journal en ligne qui traite de l'industrie allemande et des médias.
DWDL.de se concentre sur l'industrie de la télévision, mais couvre également des sujets imprimés, en ligne et radio.